# Bartolomeo Vivarini

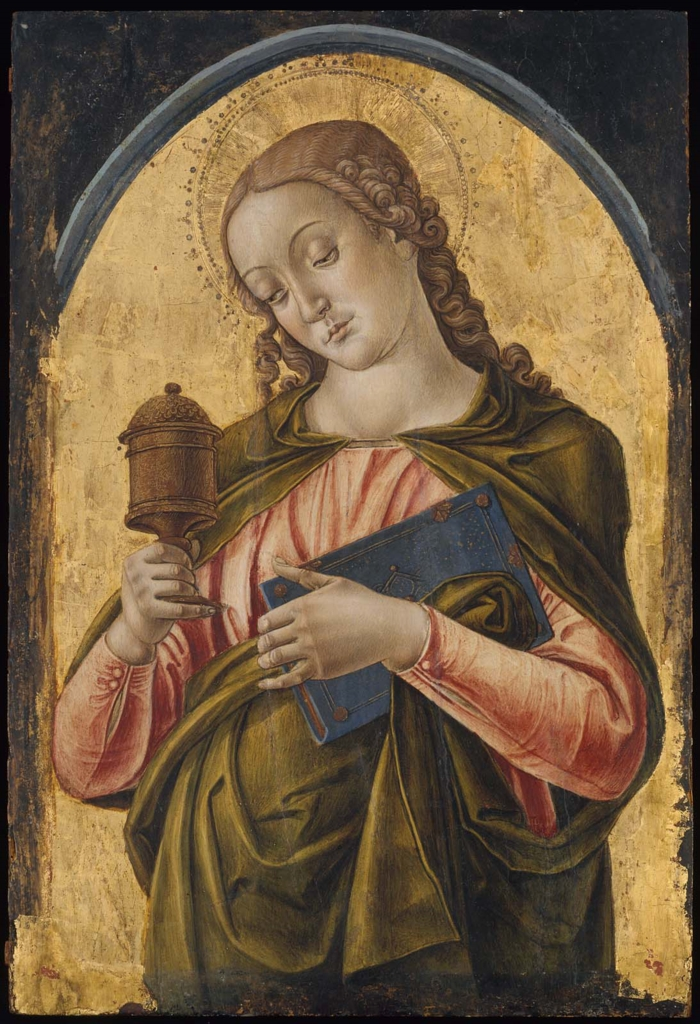
Santa María Magdalena.

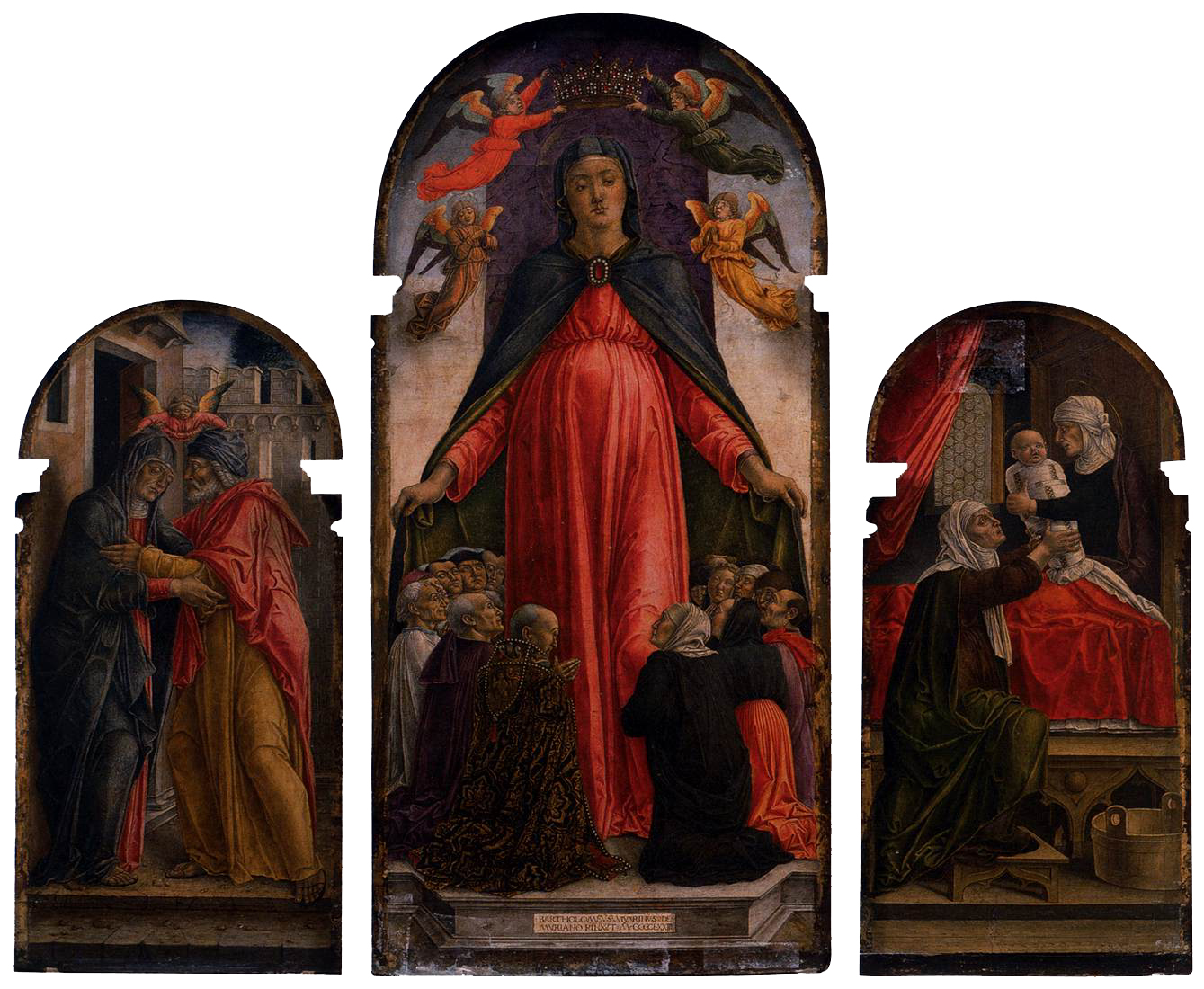
Tríptico de la Misericordia.

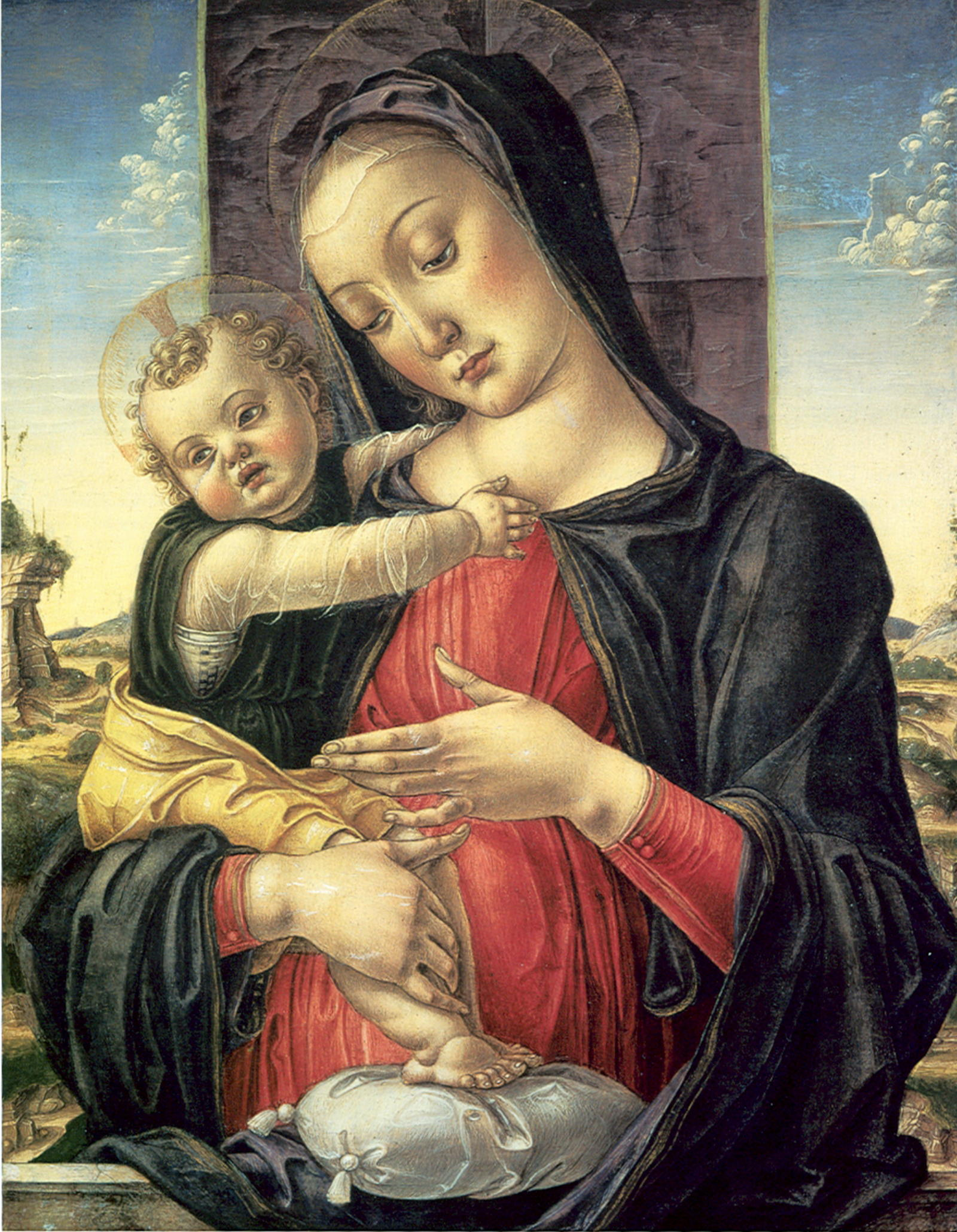
Virgen con el Niño.

Bartolomeo Vivarini (Murano, c. 1432 - Venecia, 1499) fue un pintor italiano del primer renacimiento, activo en Venecia. Perteneció a una familia que dio varios pintores de renombre al Renacimiento veneciano.

## Biografía
Comenzó a colaborar con su hermano mayor Antonio Vivarini en 1450, tras la muerte de su cuñado Giovanni d'Alemagna, sustituyéndolo en el taller que compartían. A partir de 1459 comenzará a producir obras en solitario. Tras la muerte de Antonio, se hizo cargo de su sobrino Alvise, de quien fue maestro. Vivarini colaboró a menudo con su paisano Andrea da Murano, de quien probablemente fue maestro.
Se cuenta que fue el primer artista veneciano en realizar una pintura al óleo, en 1473, técnica que había aprendido directamente de Antonello da Messina, por entonces residente en la ciudad de Venecia. Su obra maestra es la Virgen con el Niño y santos conservada en el Museo di Capodimonte en Nápoles, donde al fin Vivarini se decide a romper con la tradición gótica y coloca a sus personajes no divididos en sectores, sino situados dentro de una perspectiva. La riqueza cromática de esta obra es notable, que por su composición le acerca en gran manera al arte paduano.
En su obra tardía se puede observar una notable influencia de Andrea Mantegna, a quien conoció cuando los hermanos Vivarini fueron contratados (1448) para decorar la mitad de la Capilla Ovetari en los Eremitani de Padua, mientras Mantegna se hacía cargo de la otra mitad. De ahí sus figuras de trazo poderoso, plenas de vivacidad. Fue un buen colorista, aunque no pudo sustraerse del todo del estilo arcaico que aprendió en el taller familiar. A veces firmaba sus obras con un emblema en forma de jilguero («vivarino» en italiano).

## Obras destacadas
- Obras conjuntas de Antonio y Bartolomeo, véase[1]
- San Juan de Capistrano (1459, Museo del Louvre, París)
- La Virgen con el Niño entre los santos Pablo y Jerónimo (1460, National Gallery, Londres)
- San Luis de Tolosa (1465, Uffizi, Florencia)
- Virgen con el Niño y santos (1465, Museo di Capodimonte, Nápoles)
- San Francisco de Asís (1470-75, Philadelphia Museum of Art)
- Santiago el Mayor (1470-75, Philadelphia Museum of Art)
- Retablo de San Agustín (1473, Santi Giovanni e Paolo, Venecia)[2]

- - Santo Domingo
  - San Agustín
  - San Lorenzo

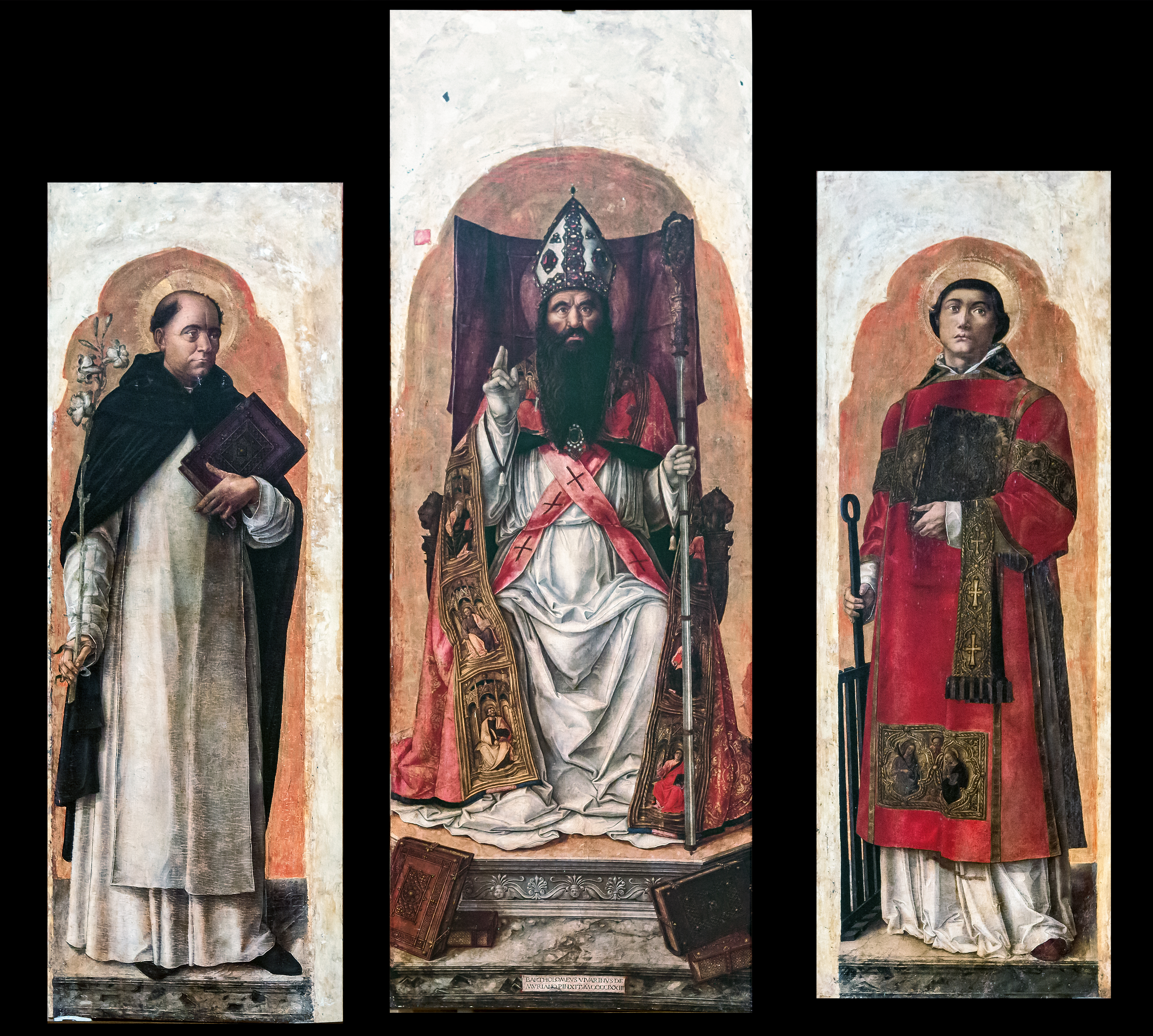
Retablo de San Agustín 1473, Santi Giovanni e Paolo

- Tríptico de la Misericordia (1473, Santa Maria Formosa, Venecia)
  - Virgen de la Misericordia
  - Nacimiento de la Virgen
  - Encuentro de San Joaquín y Santa Ana
- Virgen con el Niño (1475, National Gallery of Art, Washington)
- Políptico de Convesano (1475, Galería de la Academia de Venecia)
- Virgen con el Niño (1475, Honolulu Academy of Arts)
- Virgen con el Niño y cuatro santos (1476, San Nicola, Bari)
- Políptico de San Ambrosio (1477, Galería de la Academia de Venecia)
- Virgen con el Niño, San Juan Bautista y San Andrés (1478, San Giovanni in Bragora, Venecia)
- San Cosme (1480, Rijksmuseum, Ámsterdam)
- San Damián (1480, Rijksmuseum, Ámsterdam)
- Virgen con el Niño (1480, Philadelphia Museum of Art)
- San Roque y el ángel (1480, Santa Eufemia, Venecia)
- Virgen con el Niño (1481, Fine Arts Museum, San Francisco)
- Políptico de la Ascensión (1485, Museum of Fine Arts, Boston)
- Virgen entronizada con el Niño y santos (1487, Santa Maria Gloriosa dei Frari, Venecia)
- Virgen con el Niño (1490, Museo del Hermitage, San Petersburgo)
- Políptico de Santiago (1490, J.Paul Getty Museum, Los Angeles)